# Sint-Martinuskerk (Spekholzerheide)
De Sint-Martinuskerk is een kerkgebouw in de wijk Spekholzerheide in Kerkrade in de Nederlandse provincie Limburg. De kerk staat aan de Kerkstraat en Patronaatstraat. Bij de kerk staat een Heilig Hartbeeld. Op ongeveer 200 meter naar het noordoosten staat de Mariakapel met erachter een begraafplaats.
De kerk is gewijd aan Sint-Martinus.

## Geschiedenis
De kerk werd in 1850 gebouwd naar het ontwerp van Waterstaatsarchitect Jean Theodoor Weustenrath uit Maastricht. Het was toen een Waterstaatskerk die in classicistische stijl werd opgetrokken.
Rond 1900 verbouwde men de kerk, waarbij onderdelen verrijkt werden en de toren tot de huidige hoogte opgetrokken werd.
In 1933 verbouwde men de kerk opnieuw, waarbij twee zijbeuken en twee ommegangen werden aangebouwd en de kerk een neoromaans karakter kreeg, naar het ontwerp van architect J.W.A. Groenendaal.

## Opbouw
Het georiënteerde kerkgebouw is een kruiskerk en bestaat uit een ongelede westtoren met achtkantige spits tussen vier topgevels, een driebeukig schip met drie traveeën, een transept, een koor met één travee en een apsis en twee koortorens in de oksels van het koor met het transept. De zijbeuken hebben topgevels en worden gedekt door met een zadeldak per travee. Het schip, transept en koor worden gedekt door een zadeldak met boven de apsis een half kegeldak. Boven de zijbeuken en kooromgang bevinden zich galerijen.